# Jah Victory
Albums de Alpha Blondy
Akwaba
Jah Victory est le 14e album du reggaeman ivoirien Alpha Blondy, sorti en octobre 2007 en France.

## Titres
1. I Wish you Were Here (reprise du titre de Pink Floyd)
2. Sankara
3. Ranita
4. Ne Tirez pas sur l'Ambulance
5. Demain t'appartient avec Lester Bilal
6. Bahia
7. Mister Grand Gueule
8. Africa Yako
9. Cameroun
10. Jah Light
11. Le Bal des Combattus
12. Tampiri
13. Les Salauds
14. Sales Racistes
15. Ikafo
16. Jesus
17. Gban-Gban
18. La Planète
19. La Route de la Paix